# Sankt Antönien Ascharina
Sankt Antönien Ascharina, appelée officiellement Ascharina de 1920 à 1953, est une ancienne commune suisse du canton des Grisons, située dans la région de Prättigau/Davos et la vallée du Prättigau.

## Histoire
Habité depuis l'âge du fer, le plateau sur lequel se trouve Sankt Antönien Ascharina appartient à la famille de Vaz au XIIIe siècle avant de passer entre les mains de plusieurs familles locales, voire de l'Autriche entre 1477 et 1649.
Le 1er janvier 2007, la commune de Sankt Antönien Ascharina rejoint la commune de Sankt Antönien créée en 1979. Le 1er janvier 2016, cette dernière est à son tour incorporée dans celle voisine de Luzein dont elle fait depuis partie.